# Altica jarmilae
Altica jarmilae là một loài bọ cánh cứng trong họ Chrysomelidae. Loài này được Kral miêu tả khoa học năm 1979.